# Лазар Кузманов
Лазар Кузманов (Тител, 1968) српски је архитекта и урбаниста.

## Биографија
Дипломирао је на Архитектонском факултету Универзитета у Београду, 1995. године. Након тога је, до 2000, радио у ЈП за урбанизам Завода за урбанизам у Новом Саду. Упоредо са тим, од 1996-2003. ради као стручни сарадника на Архитектонском факултету у Новом Саду, на предмету Урбанистичко пројектовање на катедри проф. Ранка Радовића.
Од 2000-2004. је покрајински секретар за архитектуру, урбанизам и градитељство АП Војводине; 2004. постаје стручни сарадник на Архитектонском факултету у Новом Саду, на предмету Архитектонско пројектовање на катедри проф. Радивоја Динуловића.
2005. Оснива Архитектонски студио „Kuzmanov and Partners“ у Новом Саду.
Био је члан жирија на Данима архитектуре и Тријеналу архитектуре у Нишу 2010. године.
Живи и ради у Новом Саду.

## Награде
- Похвала Салона архитектуре у Новом Саду маја 1997. године за дипломски студентски рад Културног центра у Новом Саду.
- Повеља Салона архитектуре у Новом Саду, маја 2000. године за пројекат „Цептер“ центра у Бањалуци.
- Награда Салона урбанизма у Нишу, новембра 2000. године за регулациони план новог градског центра у Новом Саду.
- Годишња награда архитектуре града Новог Сада 2002. године за стамбено-пословну зграду у улици Алексе Шантића 66 у Новом Саду.
- Награда Салона архитектуре 2002. године у Београду за архитектонски пројекат интерполације новог објекта у старо градско језгро града Новог Сада, за објекат у улици Краља Александра 12 у Новом Саду.
- Признање Удружења урбаниста Србије 2002. године за допринос развоју просторног и урбанистичког планирања и пројектовања у Србији.
- Златна значка Удружења урбаниста Србије 2003. године за запажено вишегодишње ангажовање на развоју струке и остваривању циљева и задатака удружења.
- Повеља Салона архитектуре у Новом Саду, маја 2004. године за архитектонски пројекат хотела „Александар“ у Новом Саду.
- Признање Међународне асоцијације савеза архитеката (МАСА - Удружење савеза архитеката република бившег СССР-а), августа 2004. године
- Повеља Капетан Миша Анастасијевић за најбоље пројектовање у 2006. години
- Награда у катергорији Архитектура на 36. Салону архитектуре у Београду, заједно са Миљаном Цвијетићем (2014)[5]